# Souad Zaïdi
Pour les articles homonymes, voir Zaidi.
 (mai 2018).
Souad Zaidi née en 1977 à Rabat, est une femme politique marocaine, membre du Parti du Progrès et du Socialisme (PPS) et fille de défunt Ahmed Zaidi  initiateur  du courant réformateur puis scissionniste.